# Maren Sell
Maren Sell, née le 2 février 1945 à Flensbourg, est une romancière et éditrice franco-allemande. Elle a fondé la maison d'édition Maren Sell en 1986.

## Biographie
Maren Sell étudie les langues et la littérature allemande et romane à l'université de Fribourg-en-Brisgau. Pendant ses études linguistiques, elle devient membre de l'Union des étudiants socialistes allemands. Elle étudie à l’École nationale de l'audiovisuel à Stuttgart et à la Sorbonne. Elle passe un doctorat de lettres modernes.
En 1967, Maren Sell arrive en France comme jeune fille au pair, après avoir rencontré le militant Jean-Marcel Bouguereau. Elle subit particulièrement le poids de ses origines allemandes à cette période. Elle travaille par la suite comme journaliste et traductrice indépendante. Elle est devenue membre du groupe maoïste Gauche prolétarienne au tout début des années 1970.

### La fondation de Libération et la cause des femmes dans la presse
Maren Sell participe en 1973 à la création du quotidien français Libération. Très tôt, avec Jean Pierre Barrou et Pierre Audibert, elle proteste contre l'injustice constituée par l’embauche d’inconnus au détriment de ceux et celles qui travaillaient depuis 1971 au projet de création du journal, en particulier les bénévoles qui travaillaient avec et pour l'Agence de presse APL, concrétisé en 1973, en particulier un groupe de femmes mené par Bénédicte et Zinah, et qui avaient une réelle expérience de journalisme militant. Finalement la nouvelle équipe dirigeante de Libération, Serge July et Philippe Gavi accepte « de mauvaise grâce », permettant l'entrée dans l’équipe de Libération.
Elle assure toutes les deux semaines une double page consacrée à la cause et à la culture féministes. Au cours de cette première année d'existence de Libération, un «groupe femmes » rassemblant rédactrices, administratrices et fabricantes, en particulier les clavistes, essentiellement des femmes, mené par Maren Sell, fut convié à dialoguer avec Jean-Paul Sartre, qui se disait l'ami des filles et déplorait que trop de signatures soient masculines. Une partie d'entre elles seront intégrées au quotidien lors de sa fusion avec l'Agence de presse APL.

### La révolution portugaise et le départ de Libération (1974)
Lors de la révolution des Œillets, en avril 1974 au Portugal, le second grand événement international que Libération doit couvrir, neuf mois après le coup d'État militaire au Chili, plusieurs journalistes de la rédaction de Libération, dont Pierre Audibert, Daniel Brignon et Maren Sell sont aussitôt envoyés sur place, car le quotidien veut remettre à l'honneur « les envolées d'un Albert Londres ». Ses reportages et informations sur la fin de la dictature portugaise et la dernière guerre coloniale en Afrique sont particulièrement remarqués, comme «La poésie est dans la rue» (3 mai 1974). Mais les trois reporters doivent quitter le quotidien quelques semaines après. C'est le cas à l'été 1974 de Maren Sell, avec une poignée d'autres figures, incluant deux des trois fondateurs et Jean-Paul Sartre. 
Maren Sell est en désaccord avec la ligne éditoriale imposée par Serge July, qui vient de prendre la direction et juge que « la révolution des Œillets n'est pas une révolution prolétarienne ».

### Le premier doctorat d'études féminines
Autre motif de son départ, l'écrivaine angliciste Hélène Cixous, depuis des années en contact avec la recherche américaine et le mouvement des femmes outre-atlantique, vient de co-fonder l'université de Vincennes quelques mois plus tôt. Cixous entend mettre à profit la création d’un doctorat de 3e cycle par le secrétariat d’État aux Universités, et fonde le Centre de recherches en études féminines, doté du premier « doctorat en études féminines » en Europe. 
L'année suivante, Hélène Cixous, dans le groupe où travaille Maren Sell apportant sa connaissance de la littérature allemande, sera la première à formuler la théorie de l'écriture féminine dans son essai Le Rire de la Méduse (1975) : « la femme doit écrire elle-même : elle doit écrire à propos des femmes et les conduire à écrire. Elles ont été dépossédées de la littérature aussi violemment qu'elles l'ont été de leur corps » car leur plaisir sexuel a été réprimé et rejeté.
Maren propose des textes de Michel Foucault ou de Marguerite Duras aux éditeurs allemands, elle se rend chaque année à la Foire du livre de Francfort et promeut également la culture littéraire française à la radio allemande.

### L'activité d'éditrice
À partir de 1974, Maren Sell promeut également la culture française à la radio allemande, où elle travaillera jusqu'en 1980 sur les ondes desquelles elle propose des textes de Foucault ou Duras aux éditeurs outre-Rhin, où elle se rend chaque année .
Maren Sell travaille ensuite dans plusieurs maisons d'éditions, tel qu'aux Éditions Pauvert à partir de 1980 où elle a été directrice des éditions en 1999. En 1986, elle fonde la maison Maren Sell Éditeurs, où sont publiés des auteurs tels que Yann Andréa, Stéphane Zagdanski ou Anouar Benmalek. Des autobiographies sur Ari Boulogne ou Christine Deviers-Joncour y paraissent. En 2004, la maison d'édition est reprise par le groupe Libella, qui a dissous le programme d'édition en 2007.
Elle est en 2012 membre du comité fondateur du prix Mychkine (de), prix culturel de l'Académie d'État de Karlsruhe.

## Œuvres
En 2016, Maren Sell publie L'Histoire, un livre dans lequel elle raconte ses rapports avec Yann Andréa, et la liaison qu'elle a vécue avec ce dernier. L'ouvrage comprend plusieurs « lettres-poèmes » adressées par Yann Andréa à son éditrice, qui tentait de lui faire retrouver le chemin de l'écriture.

## Vie privée
Maren Sell habite à Paris, dans une maison au cœur de Montmartre, et a une maison à Pondichéry, en Inde. Elle est mariée et mère de trois enfants. L'un de ses livres est consacré à son fils adoptif tibétain, rencontré à Dharamsala, au pied de l'Himalaya lors d'un voyage avec Irène Frain.

## Décorations
- Chevalière de l'ordre des Arts et des Lettres
- Chevalière de la Légion d'honneur

## Distinction
Elle est élue en 1995 Femme d'Europe par un jury de parlementaires et de journalistes européens à Bruxelles.